# Махдуми Азам

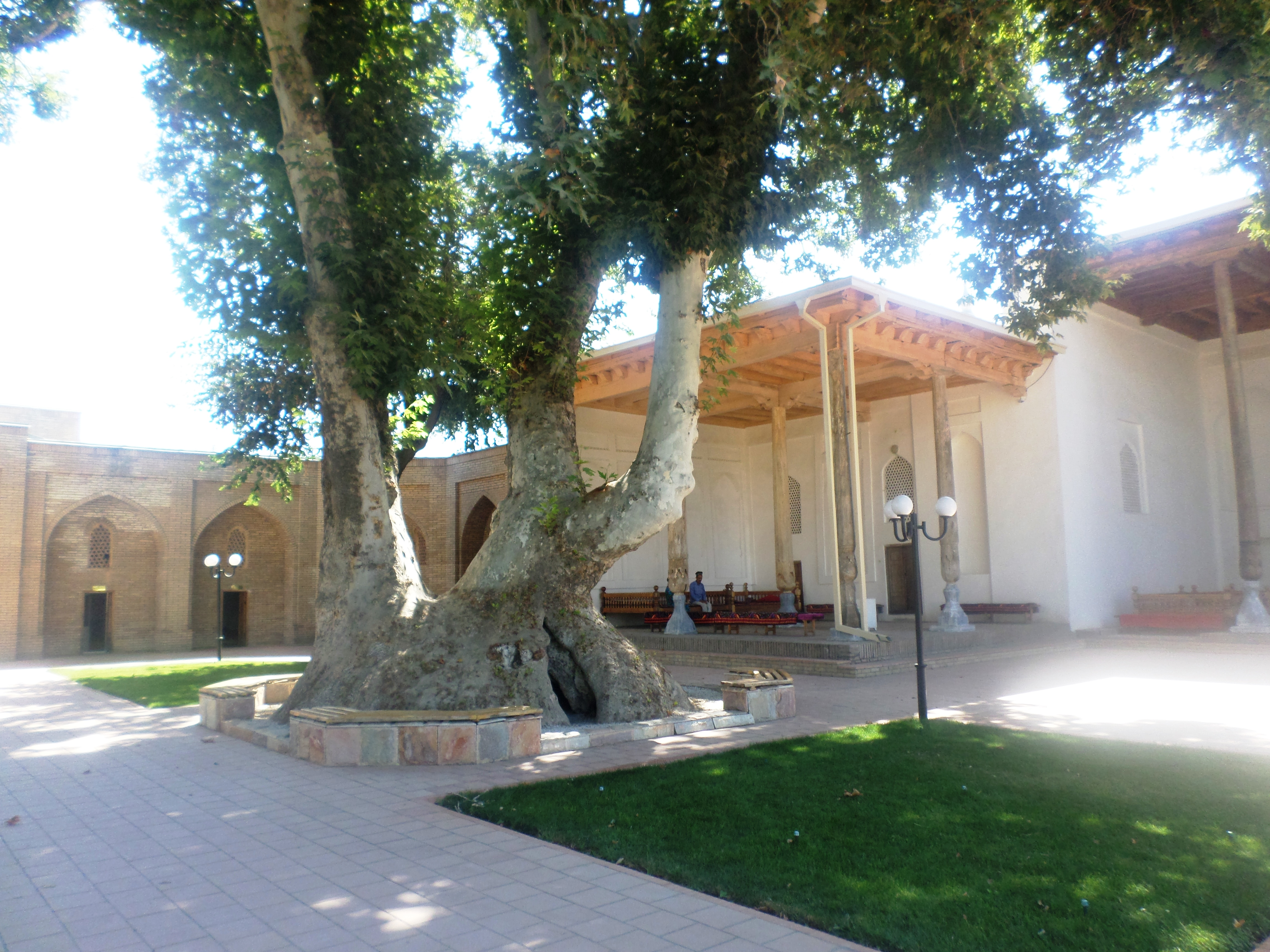
Мавзолей Махдуми Азам, Самарканд

Махдуми Азам (араб. مخدوم اعظم‎, Саид Джалал ад-дин Ахмад ал-Касани ад-Дахбеди, 1461—1542) — исламский богослов и мистик из Средней Азии, представитель суфизма, основатель школы «Дахбедия», крупный теоретик и шейх учения Накшбанди.

## Биография
Махдуми Азам родился в 1461 году в городе Касан (Касансайский район) (Ферганская долина),Узбекистан. Генеалогическое древо Махдуми Азама восходит к самому пророку Мухаммаду. Он потомок известного богослова и деятеля суфизма Бурханиддин Кылыча. Сведения об этом сохранены в таких источниках, как «Джомеъул-макомат», «Равойихул-кудс», «Тухфатул-зоъирин» Насир ад-дин ибн амир Музаффара, «Тазкираи азизон», «Хидоятнаме».
В юности Махдуми Азам учился в известном тогда медресе в Ташкенте. Он стал мюридом видного в Средней Азии последователя накшбандизма Ходжи Ахрара. После смерти Ходжи Ахрара, он стал учеником Маулана Мухаммада Кази (ум. в 922/ 1516 г.), который стал основной опорой накшбандистов и руководил деятельностью ордена накшбанди. После смерти Маулана Мухаммада Кази, наставником накшбандистов стал Махдуми Азам.
Махдуми Азам приехал из Ферганской области в Кашгар в 1533 (1534) году. Здесь он занимался активной пропагандой ислама и учения накшбандизма. Как отмечал автор сочинения «Тазкереи ходжаган» («Описание приключений ходжей») Мухаммад Садык Кашгари, Махдуми Азам «был встречен народом с уважением и получил от кашгарских ханов богатые поместья». Он вернулся в Среднюю Азию и умер в г. Самарканде в 1542 г.
Многие известные люди своего времени, в том числе правители, считали Махдуми Азам своим духовным наставником. Среди них был потомок Амира Тимура (Тамерлан) поэт и правитель Захириддин Мухаммад Бабур. В «Тарихи Рашиди» (автор Мирза Мухаммад Хайдар) есть записи о связах Бабура и Махдуми Азама. Махдуми Азам написал о Бабуре произведение «Рисолаи Бобурия»
По инициативе одного из крупных военных деятелей Шейбанидов Джанибек Султана он переселяется в долину Миёнкаль (Междуречье)— в 12 км от Самарканда в Дагбите (Акдарьинский район). И здесь остается до конца своей жизни, до 1542 года. По свидетельству средневековых источников, после прибытия на новое место Махдуми Азам первым делом посадил десять ив. (Слово «дагбит», точнее «дахбед» с персидского означает «десять ив»). Позже здесь же он разбил огромный сад площадью свыше 20 га. Земледелец и садовод, он вел весьма скромную жизнь.
Махдуми Азам написал на персидско-таджикском языке более 30 произведений в области философии, геологии, права — часть из них объединена под названием «Мажмуа ар-Расоил».

## Наследие
Ходжа Махдуми Азам был крупным теоретиком накшбандизма и написал множество сочинений по суфизму. Среди сочинений и воспоминаний, посвященных суфизму, его творчество занимает важное место. По теории и практическим проблемам ислама и суфизма, богословию, этике, философии, литературе и истории он написал около 30 книг, уставов и писем. Большинство из них вошли в сборник под общим названием «Мажмуа ар-Расоил» («Сборник трактатов»). В Институте востоковедения АН Узбекистана сохранились многие его сочинения, одно из них объёмом 668 страниц. По своему мировоззрению Махдуми Азам стоит ближе к Бахауддину Накшбанду, он писал: 
«Суфии не должны постоянно сидеть в обители дервишей, они должны выйти из неё»
. Махдуми Азам особое значение придавал музыке. Он считал, что"музыка должна быть символом временной радости". На собраниях дервишей исполнялись танцы, стихи и музыка.
Махдуми Азам был сторонником Джалалуддина Руми, который выдвигал положение о том, что «человек должен быть простым, кротким и нежным»(Хажи Нурхажи. 1993:248).
Автор известного труда «Самария» Абу Тохирходжа писал о его провидческих способностях.
В конце декабря 1994 года Самарканд стал местом проведения международного симпозиума, посвященного одному из известных восточных мыслителей XV—XVI вв. Сайиду Ахмаду или Мавлоно Джалолиддину Ходжаги Косоний (1461—1542 гг.). К юбилею в Дахбеде был отреставрирован Комплекс Махдуми Азам .

### «Мажмуа ар-Расоил»
Содержание «Мажмуа ар-Расоил»:
 1) «Асрор ул — никох»; 2) "Рисолаи самоия; 3) «Рисолаи вужудия»; 4) «Рисолаи одоб ус-соликин»; 5) «Рисолаи одоб ус-сиддикин»; 6) «Ганжнома»; 7) «Рисолаи букоия»; 8) «Насихат ус-соликин»; 9) «Шархи саводул-важх»; 10) «Танбият ус-салотин»; 11) «Шархул-валаду сарри абихи»; 12) «Нафахот ус-соликин»; 13) «Рисолаи зикр»; 14) «Рисолаи шархи рубоиёт» («Шархи рубоиёти Убайдий»); 15) «Рисолаи баёни силсила»; 16) «Рисолаи чахор калима»; 17) «Рисолаи силсилат ус-сиддикин»; 18) «Рисолаи биттихия»; 19) «Рисолаи миръот ус-сафо»; 20) «Рисолаи зубдат ус-соликин ва танбеҳус-салотин»; 21) "Рисолаи Гули Наврузи; 22) «Газалиёти Косимий»; 23) «Рисолаи меърож ул-ошикин»; 24) «Рисолаи муршид ус-соликин»; 26) «Рисолаи Бобурия»; 28) «Шархи 12 рубоиёти форсий» (Список составлен по книге Комилхона Каттаева).

## Мемориальный комплекс Махдуми Азама

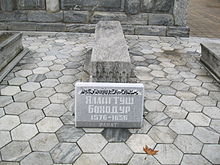
Надгробный камень Ялангтуш бахадура.

Мечеть у гробницы Махдуми Азам выстроена Ялангтуш Бахадур-бием, наместником (эмир) бухарских ханов в Самарканде. (его пир — Мухаммед Хашим, внук Махдуми Азама, считался потомком членов семьи пророка).
Самое монументальное сооружение комплекса Махдуми Азам — хонако, шестистолпное 12-купольное продольно-осевое сооружение в сочетании с глубоким деревянным айваном на длинной стороне купольного зала. Первоначальная планировка включала большой зал для радений (зикра), подсобные помещения и тахарат-хану (комнату для ритуальных омовений). Во дворе хонако был возведен минарет, сохранившийся к концу XIX в. на высоту 8 метров. С восточной стороны сохранилось ещё одно небольшое сооружение — «малая мечеть». К северу от хонако расположена дахма (суфа) — почти квадратное в плане (17,6х16,6 м) сооружение высотой 1,55 м, сложенное серым «самаркандским мрамором»; углы оформлены мраморными полуколонками, украшенными кораническими изречениями. На суфе 7 стел и одно надгробие с резьбой. Небольшое кладбище вокруг суфы обнесено кирпичной стеной-оградой, сооруженной по приказу Надир Диван-беги. У подножья суфы с юга размещено 9 надгробий, одно из которых принадлежит Ялангтушу Бахадуру; с востока — его дочери Иклим. Вне ограды 46 надгробий.
В книге историка Комилхона Каттаева «Махдуми Азам и Дахбед» приведен список надгробных плит, стоящих рядом с могилой святого. Мы ниже приводим его с точностью:
1. Хазрат Махдуми Азам (умер в 1542 г.)
2. Хазрат Мухаммад Амин (Ходжа Калонходжа, умер в 1596 г.)
3. Хазрат Ходжа Ходам (умер в 1635 г.)
4. Хазрат Ходжа Мусо ибн Ходжа Хошим (умер в 1642 г.)
5. Хазрат Мусохан Ходжа ибн Исохаджаи Дагбеди (умер в 1776 г.)
6. Хазрат Хонходжа ибн Мусаханходжаи Дахбеди (умер в 1784 г.)
7. Авлиёходжа ибн Ханходжа (умер в 1802 г.)
А так же, на установленных ниже могильных плитах прочитано:
1. Ялангтушбий Баходир бин Бойходжибий — год 1066 хиджры (1655-56).
2. Амир Султонкуш — год 1067 хиджры (1656).
3. Принцесса Иклимабону Ялангтушбий кызы — год 1068 (1657).
4. Принцесса Ойбиби Ялангтушбий кызы — год 1077 (1666).
5. Шах Хидоят ибн Шах Касым — год 1079 (1668), шах Афганистана.
6. Шах Саодат ибн Шах Хидоят — год 1100 (1688), шах Афганистана.
Согласно этой книге историка Комилхона Каттаева «Махдуми Азам и Дахбед», в 1901 году по Приказу-разрешению временного генерал-губернатора Самарканда того времени Арандаренко Георгия Алексеевича последним похороненным на кладбище «Махдуми Азам» был прямой потомок Махдуми Азами — Хазрет Саййид Акрамхон Дахбеди ибн Авлиёходжа ибн Ханходжа.
У Хазрета Саййида Акрамхона ходжа Дахбеди был сын по имени Саййид Камолхон ходжа (умер 1955 году) и дочь Хакикатпошша (1896—1957). У Саййида Камолхон ходжа был сын по имени Саййид Музаффархон и дочь Саййидахон пошша. У Хакикатпошша была дочь по имени Садоратхон пошша — дочь последнего Кази-Каляна Самаркандской области Исохона Ширинхужаева Мавлана Кази-Калян Мир Саййид Исахон ходжа Садр (1840(46)-1934) ибн Кази Мулла Мир Ширинходжа. С 1910-по 1918 год Саййид Исахон ходжа занимал должность Садра и возглавлял верховное духовное присутствие «Диван-ал-Садорат» и присутствовал на заседаниях гражданского суда, возглавляемого Диванбеки. Весной 1917 года основывал и руководил Самаркандское отделение организации «Шура-и-Ислам» (Исламский совет) идеологически выросшее из либерального движение джадидов. Садоратхон пошша Исаева (1918—1986) была замужем за Саййид Абдулахадхон Баходировым (1903—1977) — сыном последнего Кази города Иштихан Самаркандской области Кози Саййид Баходирхон ибн Саййид Иброхимхужа (1860—1916) — потомком Саййид Солих Ато (Ота) ибн Саййид Амир Хасан ибн Саййид Бурхониддин Сулаймон ал — Кадирийя который являлся потомком Саййида Али Акбара — прямого потомка пророка Мухаммеда (сав).. У них было 4 сына по имени Ибодхон, Музаффархон, Ботирхон, Абдукаримхон и 3 дочери по имени Фатимахон, Зухрахон, Зулайхохон.

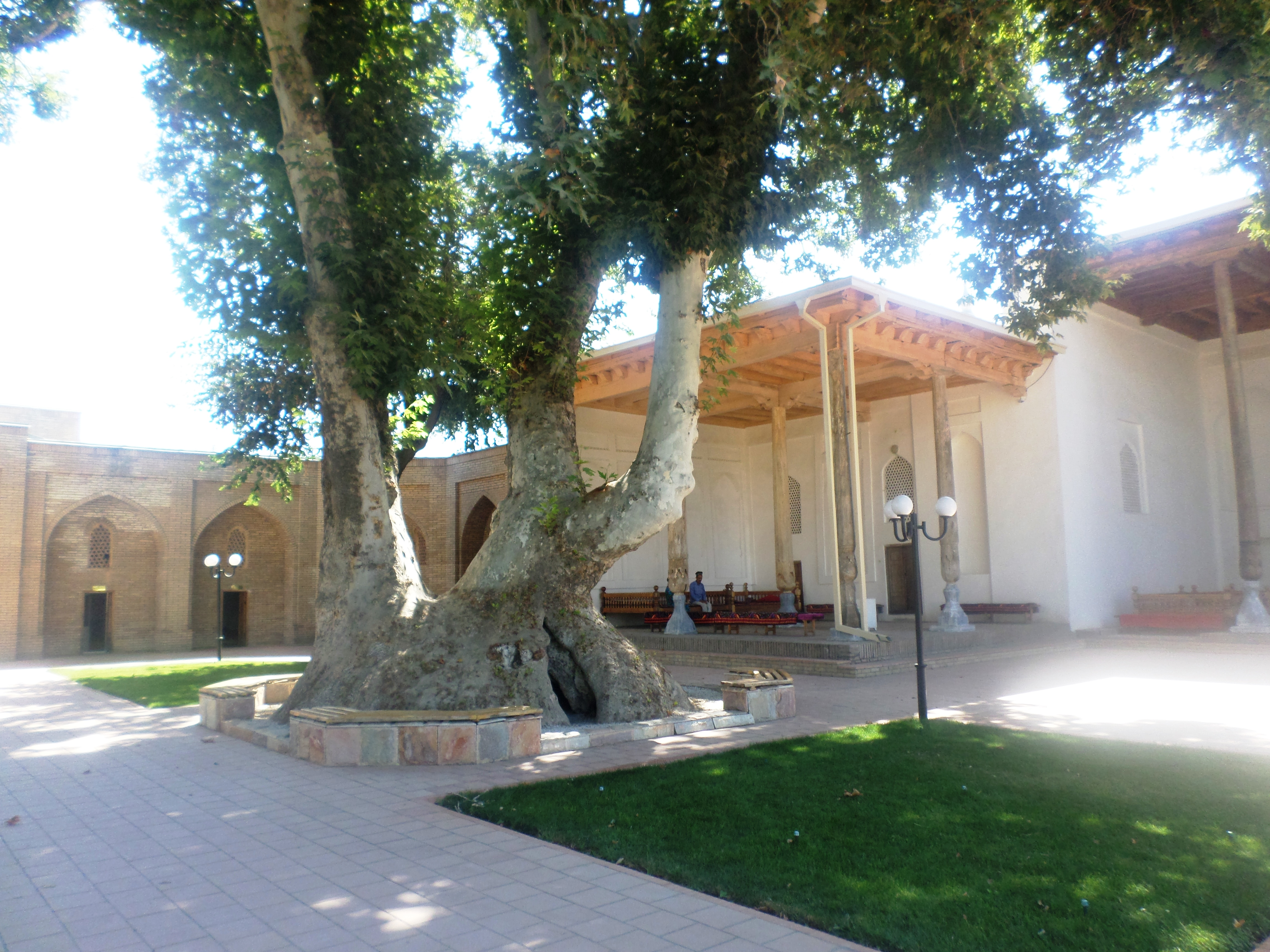
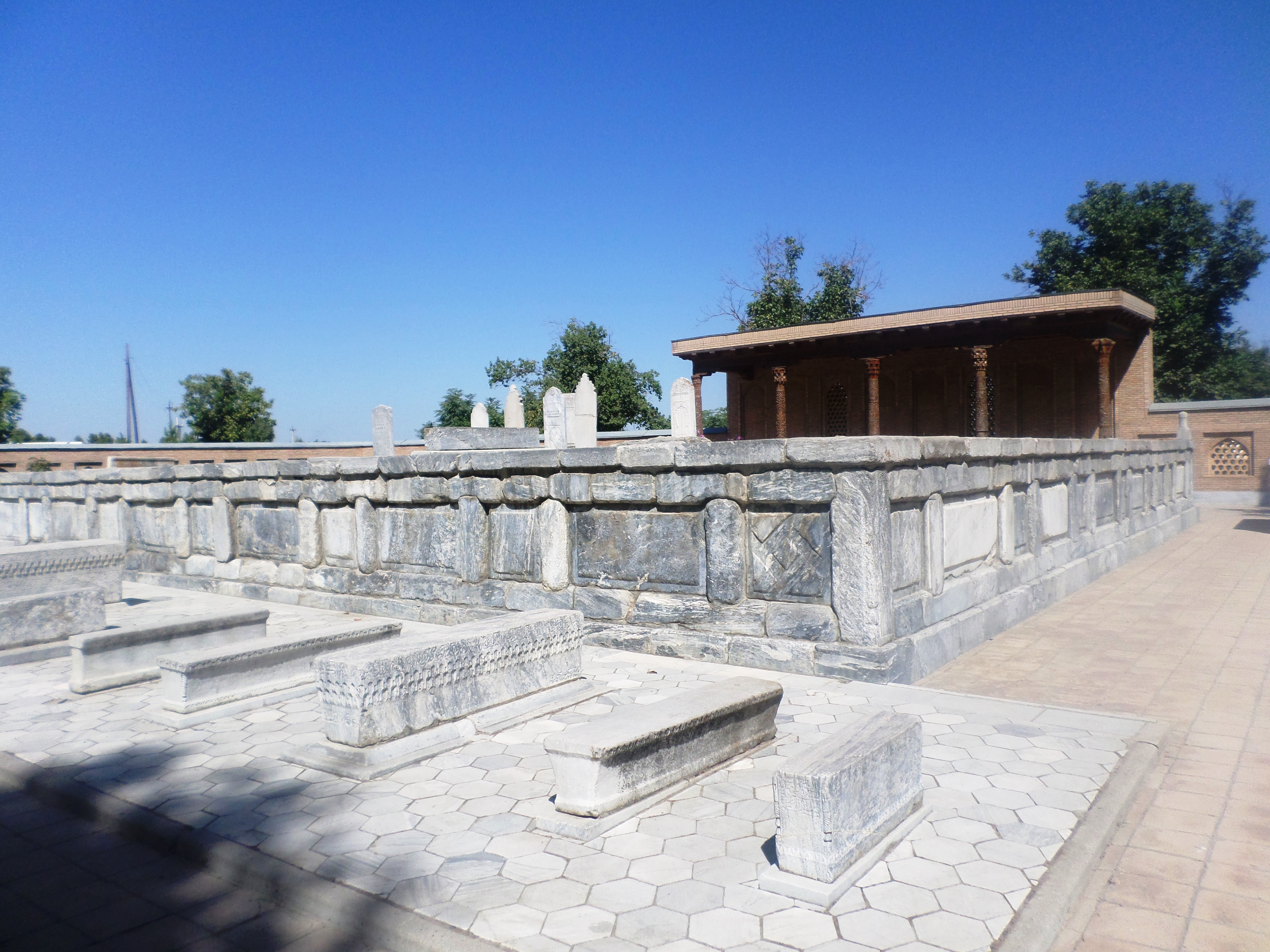
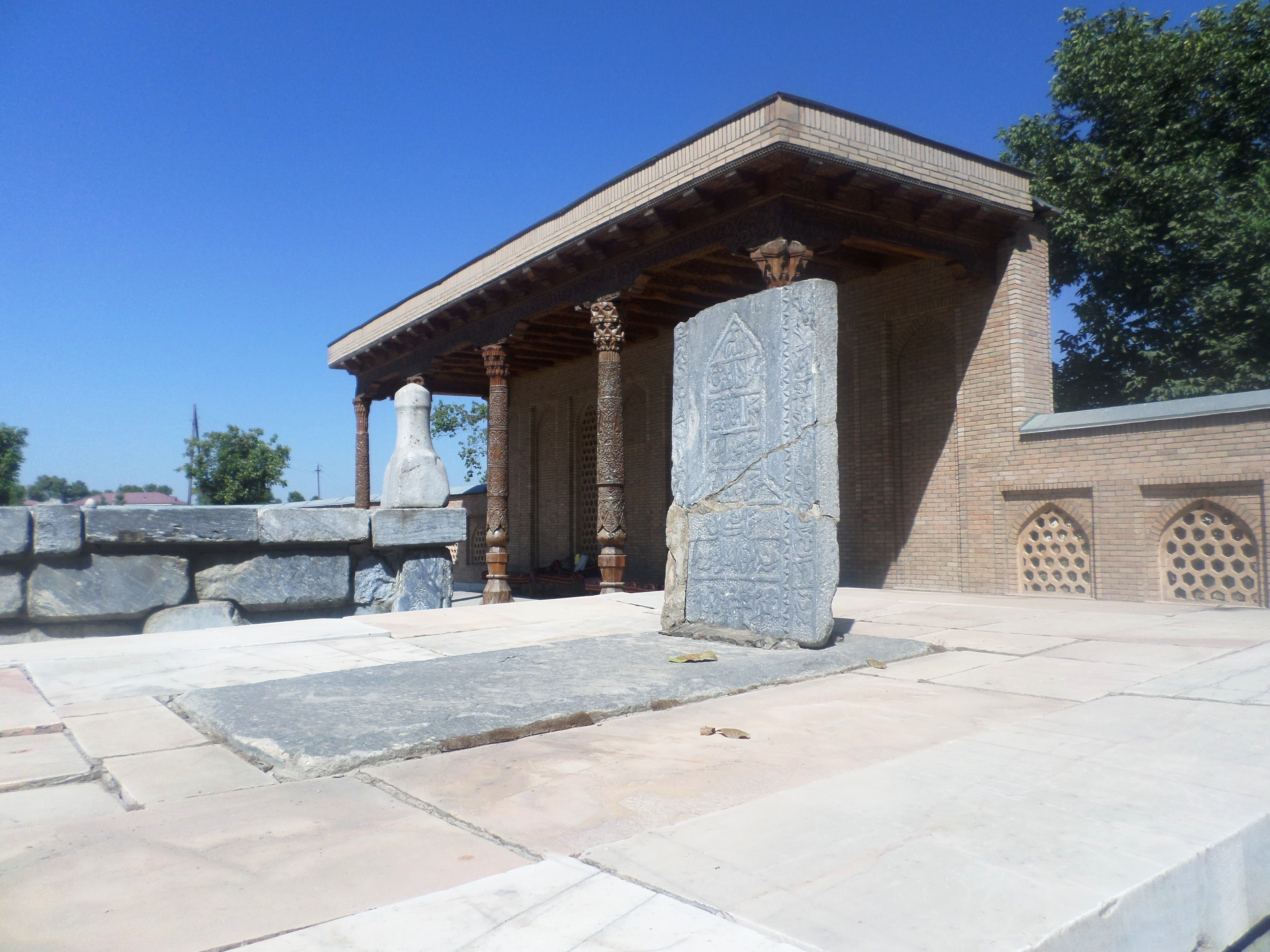
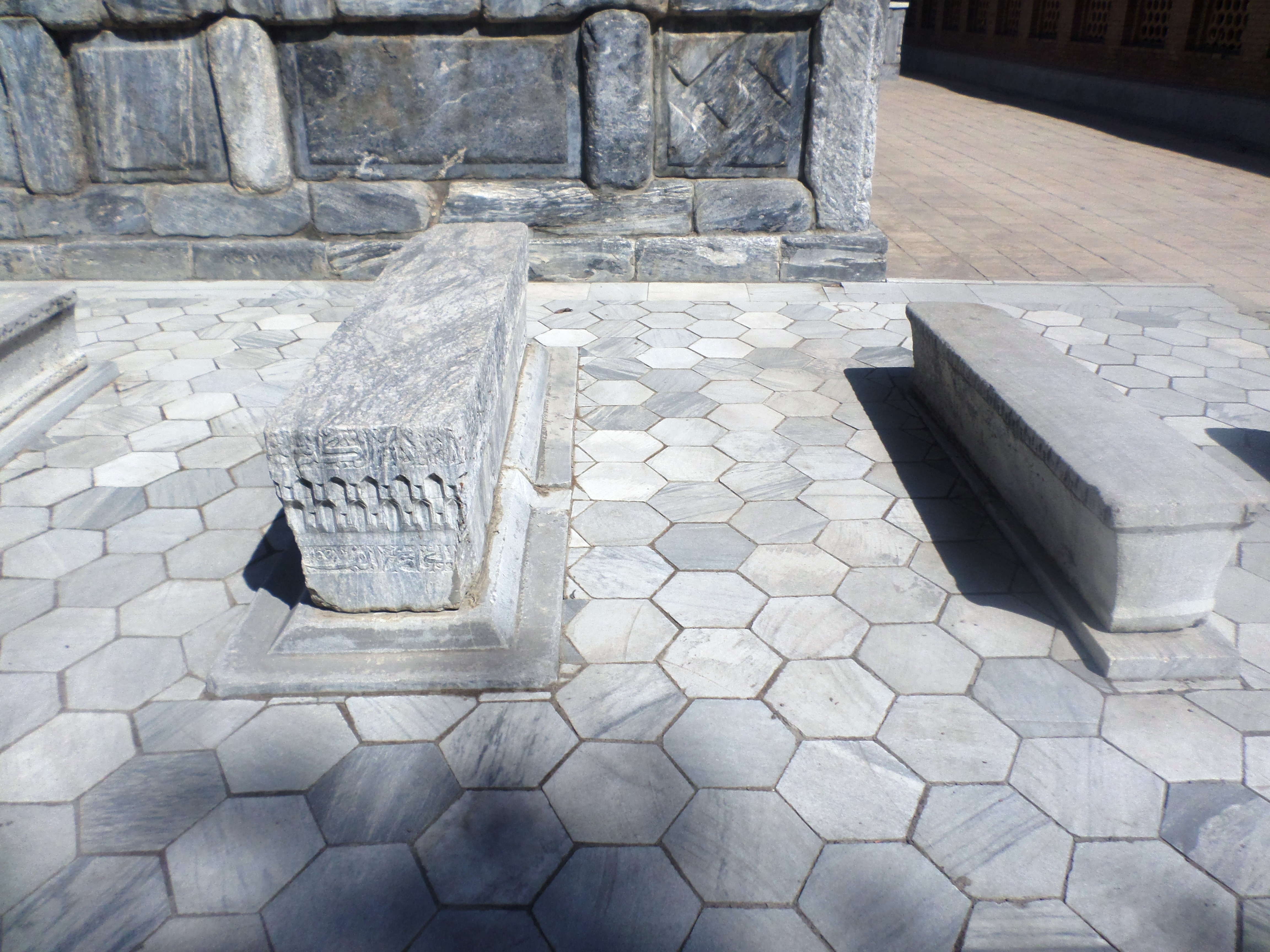

## Потомки

Мавзолей Афак Ходжи

У Махдуми Азама было семь сыновей, из них двое известны как основатели двух религиозных течений. Младший Исхак Вали и старший Ишан-и-Калян имели последователей, пишет Л. И. Думан, которые впоследствии образовали два враждебных друг другу лагеря. Исхак Вали был идейным вдохновителем так называемых черногорцев (Каратаглы), второй — Имам-и-Калян являлся основоположником белогорской группировки (Актаглы). Борьба между сторонниками двух течений усилилась при потомках Исхака Вали и Имам-и-Каляна и достигла своего апогея при Ходже Аппаке, внуке Имам-и-Каляна и сыне Мухаммад Юсуф Ходжи.(Думан,1936:62-63).
Младший сын Махдуми Азама ходжа Исхак родился в Средней Азии в местности Касан. Он приехал в Кашгар во время царствования Яркендского хана султана Абдукеримхана (1570—1592). Ходжа Исхак в Самарканде изучал арабский и персидский языки, кроме того, он умел писать и читать по-уйгурски. Исхак побывал в Иране и Афганистане, постепенно приобретая последователей.
По прибытии в Восточный Туркестан Ходжа Исхак в Кашгаре, Яркенде и др. городах широко пропагандировал суфизм. Хан Абдурешитхан, хотя проводил политику отделения религии от власти, но, учитывая авторитет Ходжи Исхака среди народа и его глубокие знания ислама, счел должным считать его своим учителем. Как верующий Абдурешитхан не мог отвергнуть суфистские воззрения Ходжи Исхака. У ходжей, благодаря укреплению их экономического положения, возрастала и их политическая роль. Наконец, их положение достигло такого уровня, что они стали претендовать на политическую власть на различных уровнях — от низшего до высшего. Возникло острое противоречие между ходжами и Яркендским ханством. Абдукеримхан потребовал от ходжей покинуть страну в течение 2-3 дней. Ходжа Исхак вынужден был покинуть Яркендское ханство. Он устроился среди Иссык-Кульских кыргызов и казахов, позже Ходжа Исхак вернулся в Самарканд и скончался в возрасте 69-ти лет в 1599 г. (Хажи Нурхажи. 1993:250-252)
Внук Махдуми Азама Ходжа Юсуф и его сын Хидаятулла Aфакходжа (Ofoq Xoja) (Аппак Ходжа) приехали в Яркендское ханство в 1638 г. Ходжа Афак родился в Комуле в 1626 г.(Молла Мусса Сайрами, 1988:126, 738) Султан ханства Абдуллахан подарил Ходже Юсуфу крупные земельные участки. После смерти Ходжи Юсуфа, Ходжа Афак похоронил его в местности Кашгара Ягду и построил великолепный мавзолей своему отцу.
Как отмечали крупные исследователи Кашгарии и путешественники по Центральной Азии Ч. Ч. Валиханов, М. В. Певцов и другие, Ходжа Афак приобрел себе известность набожностью и глубокими богословскими познаниями. Его огромная слава как потомка пророка и великого учителя мусульман распространилась не только в Восточном Туркестане, но и по всему Ближнему Востоку и Средней Азии. Говоря об авторитете этого крупного богослова и суфиста, русский путешественник М. В. Певцов писал: "В Кашгар, где он жил, стекалось множество юношей из Восточного Туркестана и соседних мусульманских стран для изучения под его руководством пути к спасению (Певцов, 1889—1890:Ч.1. — СПб., 1895:.21).
Во второй половине XVII в. при ходже Афаке, при его непосредственной поддержке, получило широкое распространение Накшбанди. Ходжа Афак пропагандировал мистицизм и аскетизм Суфи Аллаяра, Сулеймана Бакиргани, Ахмеда Яссави и других суфистов. Один из великих поэтов Туркестана Машраб (Машраб, Боборахим) (1640—1711 гг.) был учеником Афак Ходжы.
Афак Ходжа пришёл к власти в Кашгаре в 1660-х годах, но в результате поражения в борьбе с кланом черногорцев (каратаглык) вынужден был покинуть Восточный Туркестан, он по стопам своего отца отправился в Цинский Китай (Ганьсу/Цинхай) проповедовать (ок. 1671-72 гг.), Там он оказал немалое влияние, через своих учеников, на возникновение многих суфийских сект в XVIII в., а также побывал в Кашмире и Тибете.
В Тибете, заключил политический союз с Далай-ламой V и джунгарами, согласно соглашению с помощью джунгар вернулся к власти в Кашгарии в 1678 году, что имело тяжелые последствия для уйгурского народа.
В современной уйгурской историографии Афак ходжа — отрицательная личность.
После смерти Афак ходжи, его потомки (ходжи-белогорцы, Aq Tagh) играли важную роль в Кашгарии более полтораста лет. Даже в 1826 г, после полувека китайского правления в Кашгарии, когда потомок Афак Ходжи Джахангир-ходжа (Jahangir Khoja) явился «в Кашгарскую область … во главе всякого сброда», он, по словам Г. Е. Грум-Гржимайло, «с помощью сбежавшихся отовсюду кашгарцев … наголову разбил китайского Цзяньцзюня [военного губернатора] и вступил, при радостных криках народа, в Кашгар».
Джахангир-ходжа, Джангир-ходжа (уйг. جهانگیر خوجا, уйг. Jangir hodja) — один из лидеров национально-освободительной борьбы коренного населения Восточного Туркестана начала XIX века. Сын Самсак-ходжи, из рода кашгарских ходжей-белогорцев, бывших правителей Кашгарии. Возглавил восстание уйгуров Кашгарии против Цинской династии в период 1820—1828 гг. Его войска состоящие из кашгарцев, кокандцев, киргизов нанесли ряд поражений цинским войскам, и около года контролировали главный город Восточного Туркестана — Кашгар. Впоследствии цинским войскам удалось нанести поражение восставшим, а сам Джангир-ходжа был схвачен, и отправлен в Пекин, где был казнен.
Из известных современных потомков Махдуми Азама считаются Хуршид Даврон и Комилхон Каттаев. Хуршид Даврон — Народный поэт Узбекистана, поэт, драматург, писатель, историк, переводчик, тележурналист. Он один из ведущих специалистов по истории суфизма, Самарканда,Туркестана, великого Тимура и тимуридов. Его стихи и книги изданы в Азербайджане, Польше, Болгарии, России, Турции, Франции, Испании, США, Англии, Японии, Мексике, Таджикистане, Корее и в других странах мира.
Комилхон Каттаев — известный ученый из Самарканда, историк-исследователь. Автор более 10 книг о жизни и деятельности Махдуми Азама.
Народный Художник Узбекистана Мубарак Юлдашев, сздавший цикл полотен на эпические темы «Алпамыш»? «Гороглы» и ряд потрясающих картин воспевающих Узбекистан.
Народный артист Узбекистана Саид-Комил Умаров.